# 加藤明堯
加藤 明堯（かとう あきたか）は、近江水口藩の第4代藩主。水口藩加藤家8代。

## 生涯
元文5年（1740年）8月23日、摂津尼崎藩主・松平忠名の次男として江戸で生まれる。母は側室であり、寛保2年（1742年）に正室の子として松平忠告が生まれると、明堯は「庶子たるにより家督たらず」とされ、宝暦元年（1751年）4月19日に忠告が嫡子とされた。
第5代藩主・加藤明煕の長男・幾之助が早世したため、明煕の養子となった。宝暦12年（1762年）12月18日、能登守に任官する。明和4年（1767年）に養父が死去したため、家督を継いだ。12月8日に伊勢守に遷任する。藩政では目安箱を設置するなどして、広く意見を求めた。
安永7年（1778年）5月6日に家督を養子の明陳に譲って隠居する。天明5年（1785年）8月10日に死去した。享年46。

## 系譜
父母
- 松平忠名（実父）
- 久保氏 ー 側室（実母）
- 加藤明煕（養父）

正室
- 加藤明煕の養女 ー 加藤明経の娘

養子
- 加藤明陳 ー 加藤明煕の次男